# ミラクル・ニール!
『ミラクル・ニール!』（英: Absolutely Anything）は、2015年にイギリスで製作されたサイモン・ペグ主演のSF・コメディ映画。モンティ・パイソンのテリー・ジョーンズが監督を務め、他のメンバーも声優として出演している。パイソンズが揃って映画に出演するのは、1983年に公開された『人生狂騒曲』以来のことであった。またこの作品は、ロビン・ウィリアムズの最後の出演作品となった。他にはケイト・ベッキンセイル、サンジーヴ・バスカー、ロブ・リグルなどが出演した。脚本はジョーンズとギャヴィン・スコットが共筆した。
主要撮影は2014年3月24日に始まり、同年5月12日に完了した。イギリスではライオンズゲートUKが配給を担当し、2015年8月14日に公開された。日本では2016年4月2日に渋谷シネクイントで先行公開された後、翌週の4月9日に全国公開された。作品は全世界で380万ドルの興行収入を上げた。

## あらすじ
地球外生命体を求めて打ち上げられた探査船が、遠い宇宙の果てにいるエイリアンたちの「評議会」（声：モンティ・パイソン）へ届く。彼らは地球人の無能さに呆れ、これまでの星と同じように地球を消滅させることにするが、一度は機会を与えるべきだとする銀河法の規定により、適当に1人の地球人を選んで「ほとんど何でも」（Absolutely Anything）叶えることのできる力を授けると決める。彼らに選ばれたニール（演：サイモン・ペグ）は冴えない中学校教師で、フラットの規則を破ってオス犬・デニスを飼っており、隣人のキャサリン（演：ケイト・ベッキンセイル）に気がある。当初自分が力を得たことに気付いていなかったニールだったが、同僚の理科教師レイ（演：サンジーヴ・バスカー）との会話でふと口にした「自分のクラスが宇宙船に襲われて消滅すればいい」との言葉が現実になってしまう。力の存在に気付いたニールは、正確に話さないと思い通りの結果になってくれない力に手こずるが、その使い方を習得しようと試みる。理想の身体を手に入れたり、愛犬デニス（声：ロビン・ウィリアムズ）に喋れる能力と理性的な思考回路を授けたり、レイが心を寄せる体育教師に彼を崇拝させたりと、ニールの使い道はどれもしょうもなく、宇宙の果てのエイリアンたちは地球人たちを嘲笑する。
ニールの隣人キャサリンは、書評番組制作会社で働いており、セクハラ上司（演：ロバート・バサースト）やパーティ以来付きまとわれているグラント大佐（演：ロブ・リグル）に辟易している。ある日彼女は友人の勧めに乗り、酔っ払った状態でニールの家に押しかけ一夜を明かすが、その様子をキャサリンのストーカーと化したグラント大佐に目撃される。翌日謝罪に来たキャサリンは、キッチンで喋るデニスの声を聞いてニールがゲイだと勘違いしてしまう。この夜キャサリンは、フラットに押しかけてきたグラント大佐を振り切ってニールと会食するが、大佐の闖入に激怒してニールの部屋を出て行く。ニールから力について聞いた大佐は、彼を気絶させてデニスもろとも自分のフラットへと連れて行く。
翌朝ニールとの会話通りのオフィスを手に入れたキャサリンは、彼の力が本物だと気付き、お礼を言うため帰宅する。乱闘の後ニールが大佐に連れ去られたことを知った彼女は、ワードローブに隠れていたレイと共に、大佐に貰った鍵を頼りに救出に向かう。グラント大佐はニールを拘束して、デニスを人質に自分の望みを叶えるよう迫っており、駆けつけたキャサリンに自分を愛させるよう求める。ニールは大佐の願いを叶えつつも、隙をついて彼を犬に変えて窮地を脱するが、力でとんだ騒動に遭ったキャサリンとレイに嫌われてしまう。
ニールは心を入れ替えて善行に力を使おうとするが、言い方が悪く全て裏目に出てしまう。力に辟易したニールはテムズ川に飛び込んで自殺未遂を起こす。失敗後デニスと公園に立ち寄ったニールは、デニスから犬は飼い主の命令に従うのだから自分に力を授ければいいと勧められる。ニールがデニスに力を与えた頃、「評議会」では地球の滅亡が決まるが、彼らが実行に移そうとしたところで、力の源を破壊して二度と同じようなことが起きないようにしてほしいとデニスが唱え、銀河パワーもろとも「評議会」は消滅する。その後ニールはフラットに戻り、力を失ったことを明かした上でキャサリンを食事に誘って了承されるのだった。

## キャスト
※括弧内は日本語吹替
- ニール・クラーク - サイモン・ペグ[10]（横島亘）
- キャサリン - ケイト・ベッキンセイル[10]（田中敦子[11]）
- レイ - サンジーヴ・バスカー（英語版）[10]（樫井笙人）
- グラント - ロブ・リグル[10]（落合弘治）
- ジェームズ - ロバート・バサースト（英語版）
- 校長 - エディー・イザード[10]（楠見尚己）
- フェネッラ - ジョアンナ・ラムリー（英語版）[10]
- ロージー - マリアンヌ・オルダム
- ドロシー - エマ・ピアソン（英語版）
- フィオナ - ミーラ・サイアル（英語版）
- 犬のデニス - モジョ
- 犬のデニスの声 - ロビン・ウィリアムズ[10]（岩崎ひろし）
- 宇宙人の声 - モンティ・パイソン
  - チーフ宇宙人の声 - ジョン・クリーズ[10]（楠見尚己）
  - 武闘派宇宙人の声 - テリー・ギリアム[10]（落合弘治）
  - はつらつギャットの声 - エリック・アイドル[12][13]（金光宣明）
  - 知性派宇宙人の声、バンの運転手 - テリー・ジョーンズ[10]（樫井笙人）
  - 穏健派宇宙人の声 - マイケル・ペイリン[10]（岩崎ひろし）
- カメオ出演 - ブライアン・コックス[14]

## スタッフ
- 監督：テリー・ジョーンズ
- 製作：ビル・ジョーンズ[注 4]、ベン・ティムレット
- 脚本：テリー・ジョーンズ、ギャヴィン・スコット（英語版）
- 音楽：ジョージ・フェントン
- 撮影：ピーター・ハナン
- 編集：ジュリアン・ロッド

## 製作

### 発展
2014年3月、テリー・ジョーンズは『エンパイア』誌のインタビューでこの映画について語っている。ジョーンズは、荒れた中学校の教師を務めるニールが主人公で、彼が望んだことを何でも実現する力を手に入れる話だと明かした。ジョーンズは、ニールについて、友人とのたわいない会話で口にした「宇宙船が4年C組を襲って消滅させればいい」という言葉が現実になり、やっと力を得たことに気付くのだと述べていた。
ジョーンズは作品について、H・G・ウェルズの『奇蹟を行う男』から着想を得たとしつつも、「それから得たものは全て変更した」と述べている。また脚本はギャヴィン・スコットと書き始めてから20年以上になるものだったとし、「自分の本当の子どものように感じている」（英: I just think it's my own baby really.）とまでした。また、CGではなく実際の犬を起用したことについても触れ、「ダグラス・アダムズが死ぬ前なら、脚本を読んで犬のデニスのシーンが1番面白いと言うんだろうな」とした。

### キャスティング
2010年9月14日、映画の製作が初めて公表され、ジョン・オリバーとロビン・ウィリアムズ、またモンティ・パイソンからジョン・クリーズ、マイケル・ペイリン、テリー・ギリアムが出演すると報じられた。またエリック・アイドルの出演は、遅れて2014年2月に正式発表された。2012年1月には、撮影が同年春から始まることが発表され、2013年12月11日には、主演のニール・クラークをサイモン・ペグが演じると報じられた。2014年2月26日にはケイト・ベッキンセイル、同年3月19日にはロブ・リグルの参加が明らかになった。
ジョーンズはこの作品について「存命するパイソンズが勢揃いする最後の映画だろう」と語っているが、パイソンズが揃って映画出演するのは、1983年の『モンティ・パイソン 人生狂騒曲』以来のことだった。
ニールの愛犬デニスの声を担当したウィリアムズは公開の1年前に亡くなっており、この作品は彼の出演する最後の作品となっている（彼が映像で実際に出演している最後の作品は、『ナイト ミュージアム/エジプト王の秘密』である）。アフレコはウィリアムズが自殺する約1ヶ月前に行われたという。

### 撮影
主要撮影は2014年3月24日から5月12日に行われた。ジョーンズは6週間にわたるロンドンでの撮影で、自宅に程近いホーンジー・レーンの廃校にスタジオを建てて拠点とし、アールズ・コートのフラットで内装を撮影したと明かした。2018年3月28日には、ライオンズゲートUKがイギリス国内の配給を担当すると発表された。

## 音楽
映画のサウンドトラックとして、カイリー・ミノーグは「Absolutely Anything and Anything At All」を書き下ろし、シングルカットした。この曲のミュージックビデオは、ミノーグ自身のYouTubeチャンネルに投稿されている。

### サウンドトラック
使用曲 
- Absolutely Anything - ロジャー・テイラー[28]
- Absolutely Anything and Anything At All - カイリー・ミノーグ

## 封切り
この作品は、2015年8月14日に本国イギリスで公開された。
日本では、2015年9月21日に、第8回したまちコメディ映画祭in台東の特別招待作品として初上映された。上映にはゲストとして、モンティ・パイソンの熱狂的ファンでもある関根勤が招かれており、この席で邦題が『ミラクル・ニール！』に決定したと発表された。この上映に際して、マイケル・ペイリン出演で、ジョーンズが「靴下履けない病」にかかり来日できないと詫びるストーリーのオリジナルムービーが製作されている（ペイリンは、『空飛ぶモンティ・パイソン』で主にジョーンズとスケッチを書いていた）。2016年4月2日には渋谷シネクイントにて先行公開され、その後同9日に全国公開された。

## 評価・興行収入
Rotten Tomatoesにおいて、作品には45件のレビューが寄せられ、支持率は20%、平均得点は10点満点中3.7点の「腐った」映画評価となっている。主要な映画評論家の評価を加重平均して100点満点のスコアを出すサイトMetacriticでは、9件のレビューに基づいて31点が付けられた。
『ガーディアン』紙のピーター・ブラッドショーは5つ星中1つ星の評価で、「安っぽく陰気なSFコメディ」と銘打った評論の中で、「一流のキャストを揃え、テリー・ジョーンズが監督し、パイソンズが身の毛がよだつ異星人としてカメオ出演した。しかしこの低予算英国映画はただ憂鬱なだけで、ダグラス・アダムズのSFコメディもどきで、陰鬱な脚本と安っぽく陰気な価値しかない並みの子ども向けテレビ番組のようだ。とてつもない量の才能がここにある。行き場を失っているのは悲しいことだ」と酷評した。『ザ・リスト』のジェームズ・モットラムも1つ星を付け、「これがスクリーンに映る最後のパイソン共演作になるとしたらとても悲しいことだ」と述べた。
牛津厚信は映画.comに寄せた評論で、「努力すればするほど状況悪化を招くシュールな展開にはパイソンっぽさが感じられ」るとしたほか、「『しょーもない』どころか、映画史的にも類を見ない偉大な珍作と言うべきなのかもしれない」と結んだ。